# Wulfhere de Mercia
Wulfhere (muerto en 675) fue rey de Mercia, reino situado en lo que hoy constituyen las actuales Midlands inglesas, desde finales de los años 650 hasta su muerte en 675. Fue el primer rey cristiano de Mercia, aunque se desconoce cuándo o cómo se convirtió al cristianismo.
Su llegada al trono marcó el final del dominio de Oswiu de Northumbria sobre el sur de Inglaterra, y Wulfhere, de hecho, expandió su influencia por gran parte de esa región. Las campañas contra los sajones de Wessex llevaron a que el control de Mercia se extendiera también por buena parte del valle de Támesis. Conquistó la isla de Wight y el Meonwara, otorgando el control de estas regiones al rey Aethelwealh de Sussex. También tuvo influencia en Surrey, Essex y Kent. Se casó con Ermenegilda de Ely, hija del rey Earcomberto de Kent.
El padre de Wulfhere, Penda, murió en 655 en la batalla de Winwaed, luchando contra Oswiu de Northumbria. Uno de sus hijos, Peada de Mercia, se convirtió en rey bajo el dominio de Oswiu, pero fue asesinado un año más tarde. Wulfhere llegó al trono cuando un grupo de nobles de Mercia organizaron una revuelta contra el gobierno de Northumbria en 658, expulsando a los gobernadores de Oswiu.
Para el año 670, año de la muerte de Oswiu, Wulfhere era el rey más poderosos de todo el sur de Gran Bretaña. De hecho, fue el señor del territorio britano al sur del río Humber desde comienzos de los años 660, aunque no llegó a ser señor de Northumbria, como su padre. En 674 se enfrentó al hijo de Oswiu, Egfrido de Northumbria, pero fue derrotado.
Murió, posiblemente por enfermedad, en el año 675. Fue sucedido como rey de Mercia por su hermano Aethelred. Esteban de Ripon, en su biografía de Wilfrido de York, describe a Wulfhere como "un hombre de orgullosa mente y de voluntad insaciable".

## Mercia en el siglo VII

Reinos de Bretaña a finales del.

A comienzos del siglo VII, Inglaterra se encontraba gobernada prácticamente en su totalidad por los anglosajones, pueblos que habían llegado a Britania durante el siglo V aproximadamente, provenientes de la Europa noroccidental. El monje Beda, que escribió en el siglo VIII, consideraba a los habitantes de Mercia descendientes de los anglos, uno de los pueblos invasores. Los sajones y los jutos se asentaron en el sur de Britania, mientras que los anglos se quedaron en el norte. Se conocen pocos datos sobre los orígenes del reino de Mercia, en lo que hoy en día serían las Midlands inglesas, pero según las genealogías preservadas en la Crónica anglosajona y en la Genealogiae regum Anglorum los primeros reyes habrían sido descendientes de Icel y, por ello, se conoce a su dinastía como Iclinga. El primer rey de Mercia del que se dispone información histórica definida es Penda de Mercia, el padre de Wulfhere.
La Historia ecclesiastica gentis Anglorum de Beda ofrece la historia de la Iglesia inglesa y, según esta, hubo siete gobernantes anglosajones que mantuvieron un cierto imperium o preeminencia sobre el resto de reinos. El quinto de estos gobernantes fue Edwin de Northumbria, que murió durante la batalla de Hatfield Chase luchando contra un ejército de fuerzas combinadas entre las que se encontraba Cadwallon ap Cadfan de Gwynedd, y Penda. En el momento de esta victoria Penda probablemente no era todavía rey de Mercia.
Tras la muerte de Edwin, Northumbria quedó dividida en sus dos reinos constituyentes durante un breve periodo de tiempo. Un año después Oswaldo de Northumbria acabó con la vida de Cadwallon y reunificó los reinos, estableciendo la hegemonía de Northumbria sobre el sur de Inglaterra. Sin embargo, el 5 de agosto de 642 Penda mató a Oswaldo en la batalla de Maserfield, que probablemente tuvo lugar en Oswestry, el noroeste de los Midlands. Penda no figura como el rey señor sobre el resto de reyes anglosajones, pero se convirtió en el más poderoso de todos ellos tras la derrota de Oswaldo. A la muerte de Oswaldo, por otra parte, Northumbria quedó dividida de nuevo: El reino quedó dividido en Bernicia, gobernado por Oswiu de Northumbria, y Deira, gobernado por Oswine de Deira.
La principal fuente histórica de este periodo es la ya citada obra de Beda, que fue acabada alrededor del año 731. A pesar de estar enfocada en la historia de la Iglesia, la obra ofrece valiosa información sobre los primeros reinos paganos. En lo referente a otros reinos distintos de su tierra natal (Northumbria), como Wessex o Kent, Beda contaba con un informante dentro del estamento eclesiástico que le aportaba información adicional. No parece que ese fuese el caso, sin embargo, del reino de Mercia, del que se cita menos información que del resto. Otra fuente de este periodo es la Crónica anglosajona, compilada al final del siglo IX en Wessex. Se trata de una crónica de un escriba anónimo que parece incorporar mucha información recogida en periodos anteriores.

## Familia
Wulfhere era hijo de Penda de Mercia. Beda hace mención del nombre de la reina consorte, Cynewise, pero no menciona explícitamente los hijos que tuvo ella. Por otro lado, puesto que no se conoce que Penda hubiera tenido otras esposas, es probable que Cynewise fuera también la madre de Wulfhere. La Crónica anglosajona indica que Penda tenía 50 años de edad en 626, y le atribuye un reinado de treinta años, pero esto supondría que Penda viviese hasta los ochenta, lo que es muy improbable si se tiene en cuenta que se informa de que dos de sus hijos (Wulfhere y Aethelred) eran jóvenes cuando él murió. Se considera probable que Penda tuviera 50 años en el momento de su muerte, en lugar de en el de su ascenso al trono. Su fecha de nacimiento se desconoce, pero Beda le describe como joven en el momento de su ascenso al trono (puede que estuviese en mitad de la adolescencia). Penda entonces podría haberse encontrado avanzada en la treintena en el momento del nacimiento de Wulfhere.
No existen datos sobre la infancia de Wulfhere. Tuvo dos hermanos, Peada y Aethelred, y dos hermanas, Cyneburh y Cyneswith, y también es posible que Merewalh (un rey menor de Magonsæte, un reino vasallo de Mercia) fuese también su hermano.
Contrajo matrimonio con Ermenegilda de Kent, si bien no existe constancia en fuentes contemporáneas de la fecha del matrimonio ni de los hijos que tuvieron. No obstante lo anterior, Coenredo de Mercia, rey de Mercia entre 704 y 709, figura en la crónica del siglo II de Juan de Worcester como hijo de Wulfhere. Otro posible hijo es Berhtwald, otro rey vasallo que figura en las fuentes como sobrino de Aethelred, y un tercero, Werburga, figura en que un manuscrito del siglo XI como hija suya. Existe una historia del siglo XI en la Catedral de Gloucester que menciona a otras dos mujeres, Eadburh y Eafe, como esposas de Wulfhere, pero ninguno de estos casos es plausible.

## Ascensión al trono

El Reino de Mercia en su momento de mayor expansión (siglos VII a IX) en color verde. La parte verde oscuro muestra el núcleo original del reino

En el año 655 Penda asedió a Oswiu de Northumbria en un lugar llamado Iudeu, cuya localización se desconoce, aunque pudiera ser Stirling, en Escocia. Penda capturó como rehén al hijo de Oswiu, Egfrido, y Oswiu pago un tributo como condición para que Penda abandonase el lugar. No obstante, en el camino de vuelta a Mercia Penda fue atacado por Oswiu, produciéndose el enfrentamiento en un río cuya localización también se desconoce pero que en su momento recibía el nombre de Winwaed. Penda murió en la batalla y fue decapitado y Oswiu dividió Mercia en dos mitades, norte y sur. La porción localizada más al norte fue mantenida bajo el control directo de Northumbria, mientras que la otra parte quedó gobernada por Peada, el hijo de Penda, que había contraído matrimonio con la hija de Oswiu, Ealhflæd, aproximadamente en el año 653.
Sin embargo, Peada no permaneció en el trono durante mucho tiempo. Fue asesinado durante la Pascua de 656, posiblemente con la ayuda de la propia hija de Oswiu. Tras su muerte el propio Oswiu gobernó la totalidad de Mercia. En la obra de Beda Oswiu aparece en un listado como el séptimo y último rey en mantener imperium (o bretwalda en el lenguaje de la Crónica anglosajona) sobre el resto de reinos anglosajones. Por entonces, era común la existencia de relaciones de vasallaje entre los reinos, que a menudo tomaba la forma de un rey menor bajo el dominio de otro más fuerte. Oswiu, sin embargo, llegó más lejos que esto, hasta el punto de que instaló a sus propios gobernadores sobre Mercia tras las muertes de Penda y de Peada. Sin embargo, su intento de controlar estrechamente el territorio del reino de Mercia fracasó en 658, cuando tres líderes de Mercia llamados Immin, Eafa y Eadberto se rebelaron contra Northumbria. Beda informa que habían mantenido a Wulfhere oculto, y que cuando su revuelta tuvo éxito Wulfhere fue nombrado rey.
Se ha sugerido que la revuelta en Mercia tuvo éxito debido a que Oswiu se encontraba en ese momento ocupado luchando contra los pictos en el norte de Britania. Su sobrino, el rey picto Talorgan, había muerto en 657.
La cuestión sobre cuánto control llegó a ejercer Oswiu sobre los reinos del sur no está clara. Beda describe la existencia de una relación de amistad e influencia entre Oswiu y Sigeberto II de Essex, del Reino de Essex, pero en general el esquema de poder en el sudeste era más de dominación local, por lo que la influencia que pudiera ejercer Oswiu es poco probable que fuese demasiado fuerte. En cualquier caso, parece que Wulfhere ocupó la posición de Oswiu en muchos lugares.
Beda no incluye a Wulfhere en la lista de reyes que ejercieron imperium, pero los historiadores modernos consideran que fue durante su reinado cuando comenzó la escalada de poder del reino de Mercia hacia la supremacía. Parece que fue el gobernante supremo de hecho al sur del río Humber desde comienzos de los años 660, aunque no llegó a dominar Northumbria, como sí que había hecho su padre.
Existe un documento conocido como Tribal Hidage que podría datar del reinado de Wulfhere. Escrito en una época anterior a que los pequeños grupos de personas se reunieran en reinos mayores como el de Mercia, describe las gentes de la Inglaterra anglosajona, junto con estimaciones del tamaño de la tierra que ocupaban. Dado que debió haber sido creada después de que la escritura llegara de la mano del clero cristiano, el documento es probable que hubiese sido escrito a mediados o finales del siglo VII. Es difícil, sin embargo, fecharlo de forma precisa, y no todos los estudiosos están de acuerdo en que se compilase durante el reinado de Wulfhere: otros orígenes que se han sugerido incluyen el reinado de Offa de Mercia o de Edwin o Oswiu de Northumbria.

## Un rey converso
Si bien Britania había sido cristianizada durante el dominio romano, los grupos de anglosajones invasores eran paganos y la Iglesia de Gran Bretaña quedó limitado a los reinos britones supervivientes en Escocia y Gales, junto con el reino de Domnonia, al sudoeste de Inglaterra.Sin embargo, hacia el final del siglo VI se produjo la llegada de misioneros desde Roma que empezaron a convertir a los anglosajones al cristianismo. Este proceso de cristianización se encontraba ya en pleno apogeo durante el reinado de Penda, si bien éste permaneció siendo pagano durante toda su vida. Existen registros del bautismo de otros reyes durante su reinado, como Cynegils de Wessex, que fue bautizado alrededor de 640, o Edwin de Northumbria, que se convirtió a mediados de los años 620. Sin embargo, reyes posteriores como Cædwalla de Wessex son descritos en las fuentes como paganos antes de su ascenso al trono.
Beda escribe que después de que Wulfhere se convirtiese en rey:

"Libres bajo su propio rey, ellos [Mercia] dieron su lealtad a Cristo su verdadero rey, para que pudiesen ganar su reino eterno en el cielo."

Mientras que el padre de Wulfhere rechazó convertirse al cristianismo, y Peada aparentemente se convirtió como condición para contraer matrimonio con la hija de Oswiu, la fecha y las circunstancias de la conversión de Wulfhere se desconocen. Se ha sugerido que pudo adoptar el cristianismo como parte de un acuerdo con Oswiu. Beda indica que dos años antes de la muerte de Penda, su hijo Peada se convirtió al cristianismo, influenciado en parte por el hijo de Oswiu, Alcfrido de Deira, que se había casado con la hermana de Peada, Cyneburh. Peada hizo venir una misión cristiana a Mercia, y es posible que fuese entonces cuando Wulfhere se convirtió. El matrimonio de Wulfhere con Hermenegilda de Kent habría llevado a Mercia a un estrecho contracto con los reinos cristianos de Kent y de la Galia merovingia, con los que estaban conectados por lazos de sangre y por el comercio. Los beneficios políticos y económicos del matrimonio podrían haber influido también en la cristianización del reino de Wulfhere.
En la obra Vida de Wilfrido, de Eddius, se recoge la relación entre Wulfhere y el obispo Wilfrido de York. Durante los años 667-9, mientras Wilfrido se encontraba en Ripon, Wulfhere le invitaba frecuentemente a acudir a Mercia, cuando necesitaba los servicios de un obispo. Según Eddius, Wulfhere recompensó a Wilfrido con "muchas extensiones de tierra", en las que Wilfrido "pronto estableció a pastores como siervos de Dios".
Según la Crónica anglosajona, Wulfhere financió un monasterio en la antigua ciudad Medeshamstede, la actual Peterborough. La entrega del monasterio fue firmada por Wulfhere y Oswiu, así como por Sigehere y Sebbi, los reyes de Essex.

## Sajonia del Oeste, Sajonia del Sur, y el Reino de Hwicce

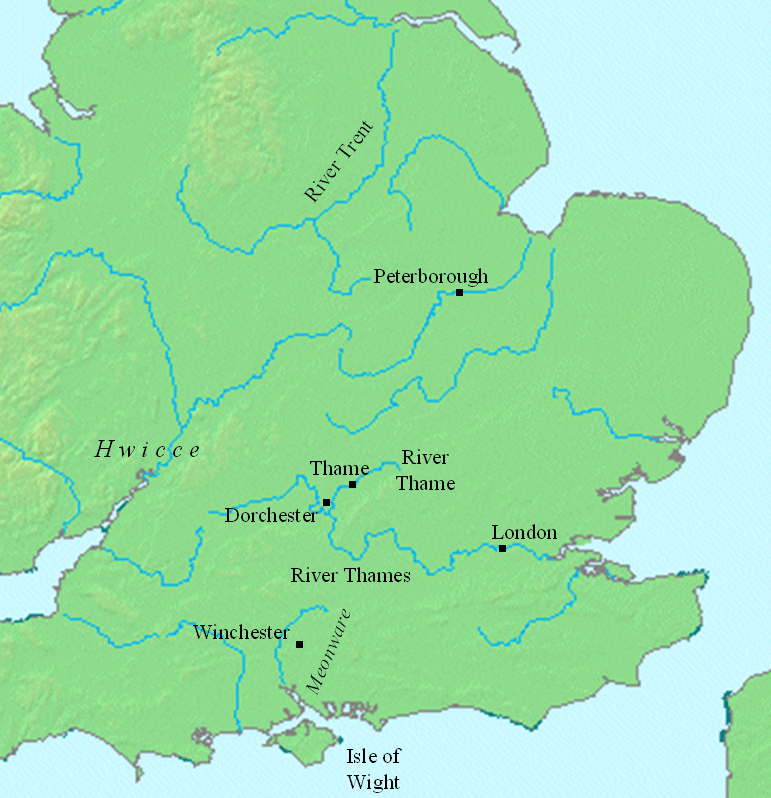
Mapa del sur de Inglaterra mostrando las localizaciones a las que se hace referencia en las fuentes más antiguas sobre Wulfhere. La localización exacta de Ashdown se desconoce.

En 661, Wulfhere aparece en la Crónica anglosajona acosando Ashdown, en territorio de los sajones occidentales. La tribu de los Gewisse, considerada el grupo étnico original del que procedían los sajones occidentales, parece que se asentaron en un principio en la parte alta del valle de Támesis, y los registros del siglo VI que han sobrevivido les muestran activos en la región. El resurgir del reino de Mercia bajo Wulfhere les colocó bajo una dura presión. También a comienzos de esa década, los sajones occidentales de Dorchester, en ese mismo área, se dividieron y comenzaron una nueva rama en Winchester. Esta decisión es probable que fuese una reacción ante el avance de Mercia hacia el corazón tradicional del territorio sajón, haciendo que Dorchester se encontrase peligrosamente cerca de la frontera. En pocos años, la propia ciudad de Dorchester sería abandonada; se desconoce la fecha exacta, pero es probable que fuese a mediados de los años 660.
Además del ataque sobre Ashdown, Wulfhere saqueó en 661 la isla de Wight, Posteriormente otorgó el control tanto de la isla como del territorio de Meonwara a su ahijado, el rey Aethelwealh de Sussex, de los sajones del sur. Parece probable que la dinastía gobernante en la isla encontrase estos acuerdos aceptables hasta cierto puento, dado que los sajones occidentales, bajo el mando de Caedwalla, exterminaron a toda la familia cuando en 686 lanzaron su propio ataque sobre la isla. Tras la conquista de la isla, Wulfhere ordenó que el sacerdote Eoppa bautizara a sus habitantes. Según la Crónica anglosajona, esta sería la primera vez que el bautismo cristiano llegara a la isla.
A comienzos de los años 670 murió Cenwalh de Wessex y, puede que por el desgaste causado por la actividad militar de Wulfhere, el reino de Sajonia del Oeste se fragmentó y pasó a estar gobernado por una serie de reyes vasallos, según afirma Beda. Eventualmente, todos estos reyes menores serían derrotados y el reino reunificado, probablemente por Cædwalla, o quizás por Centwine. Una década después de la muerte de Wulfhere, los sajones del oeste comendados por Cædwalla comenzaron una expansión agresiva hacia el este, revirtiendo buena parte del avance de Mercia.
Además de ser el ahijado de Wulfhere, el rey Ethelwealh de Sussex también estaba conectado con el reino de Mercia por la vía matrimonial. Su mujer era la hija de Eanfrido de Hwicce, una tribu cuyo territorio se encontraba al sudoeste de Mercia. Tenían su propia familia real, pero parece que para aquella época ya se encontraban subordinados a Wulfhere: el matrimonio entre Aethelwealh y Eafe pudo incluso haber tenido lugar en la corte de Wulfhere, dado que se sabe que Aethelwealh se convirtió en ese lugar. A veces se considera que el Reino de Hwicce fue una creación de Penda, pero es igualmente probable que el reino existiese de forma independiente a Mercia, y que fuese la cada vez mayor influencia en el área de Penda y de Wulfhere la que expandiese el poder de Mercia, y no tanto la creación de una entidad separada.

## Anglos y sajones del este
En 664 murió el rey Ethelwoldo de Estanglia, siendo sucedido por Ealdwulfo, que reinó durante cincuenta años. No se conoce prácticamente nada de las relaciones entre Mercia y el reino de Estanglia durante este tiempo; Estanglia había estado dominado por Northumbria hasta entonces, pero no existen evidencias que indiquen que el dominio continuó después de la llegada al trono de Wulfhere. En 664 también se produjo la muerte de Swinthehelmo de Essex, que fue sucedido por sus dos hijos, Sigehere y Sebbi, que aparecen descritos por Beda en el momento de su llegada al trono como "gobernantes (...) bajo Wulfhere, rey de Mercia". Una plaga de ese mismo año causó que Sigeherey su gente abjurasen del cristianismo y, según Beda, Wulfhere envió a Jaruman, obispo de Lichfield, para reconvertirles. Jaruman, por otro lado, no era el primer obispo de Lichfield, sino que Beda menciona a un predecesor, Trumhere, si bien no se conoce nada de sus actividades o de quién le nombró para el cargo.
Parece que, a la vista de estos datos, la influencia de Oswiu en el sur se había difuminado en esta época, si no antes, y que era ahora Wulfhere quien ejercía su dominio sobre la misma. Esto es todavía más claro que en los cinco años siguientes, puesto que en algún momento entre 665 y 668 Wulfhere vendió la sede londinense al obispo Wine, que había sido expulsado de su obispado en Wessex por Cenwealh. Londres estaba dentro del territorio de Essex en aquella época. De las evidencias arqueológicas parece que por entonces se comenzó a expandir significativamente un asentamiento de sajones en Londres. El centro del Londres anglosajón no estaba en el mismo lugar que el centro romano, sino alrededor de una milla al oeste. Puede que Wulfhere controlase la ciudad en la época en la que comenzó esta expansión.

## Kent, Surrey y Lindsey
Earcomberto era el rey de Kent en el momento en el que Wulfhere accedió al trono de Mercia, y las dos familias se conectaron mediante enlaces matrimoniales cuando Wulfhere contrajo matrimonio con la hija de Eorcenberto, Eormenhild. En 664 el hijo de Eorcenberto, Egberto, le sucedió en el trono de Kent. La situación de Kent a la muerte de Egberto en 673 no está clara en las crónicas. Parece que pasó un año antes de que Hlothhere, hermano de Egfredo, se convirtiese en rey. Es posible que Wulfhere tuviese cierto interés en la sucesión, puesto que era el tío de dos de los hijos de Egberto: Eadric y Wihtred. Se ha especulado si Wulfhere pudo haber actuado como gobernante de hecho en Kent, en el interregnum entre la muerte de Egberto y la llegada de Hlothhere. Otra conexión entre el reino de Mercia y el de Kent era a través de Merewalh, rey de Magonsæte y rey vasallo de Wulfhere. Merewalh, que pudo haber sido el hermano de Wulfhere, estaba casado con la hermana de Hlothhere, Eormenburh.
Surrey, según las crónicas, nunca había llegado a ser un reino independiente, pero sí que era una provincia bajo el control de distintos grupos en distintas épocas. Estuvo gobernada por Egberto hasta comienzos de los años 670. Existe una carta en la que, en esa época, Wulfhere aparece confirmando una concesión hecha al obispo Eorcenwald por Frithuwold de Surrey, un rey vasallo. Probablemente el propio Frithuwold estaba casado con Wilburh, la hermana de Wulfhere. Esta carta, firmada en Thame, está datada entre 673 y 675, y es probable que fuese la muerte de Egberto la que desencadenara la intervención de Wulfhere. Un testigo llamado Friturico aparece en una carta en el reinado del sucesor de Wulfhere, Aethelred, haciendo una concesión al monasterio de Peterborough. La aliteración común en las dinastías anglosajonas ha llevado a la especulación de que los dos hombres procediesen de una misma dinastía, y que Wulfhere hubiese colocado a Frithuwold en el trono de Surrey. En la carta aparecen como testigos también otros tres reyes vasallos, llamados Osric, Wigheard y Aethelwold, pero sus reinos no están identificados. No obstante, la carta menciona Sonning, una provincia en lo que hoy es el este de Berkshire, por lo que puede que alguno de estos reyes fuese gobernante de los sunningas, los habitantes de esa provincia. Esto supondría conluir que Wulfhere también dominaba la provincia en aquella época.
La influencia de Wulfhere en el territorio del reino de Lindsey, que se expandía por lo que hoy en día es Lincolnshire, se conoce gracias a la información sobre la autoridad episcopal en la zona. Se sabe que al menos uno de los obispos de Mercia en Lichfield ejerció su autoridad ahí: Wynfrith, que se convirtió en obispo a la muerte de Chad en 672. Además, se sabe que Wulfhere otorgó tierras en Lindey a Chad para un monasterior. Es posible que Chad también tuviese autoridad en la zona como obispo, probablemente no más tarde del año 669. Es posible que la base política para el control episcopal sobre Lindsey surgiera a comienzos del reinado de Wulfhere, bajo el gobierno de los obispos Trumhere y Jaruman, que precedieron a Chad.

## Derrota y muerte
Cuando Wulfhere atacó a Egfrido de Northumbria, el hijo de Oswiu, en 674, lo hizo desde una posición de fuerza. La Vida de Wilfrido de Eddius dice que Wulfhere puso a todas las naciones del sur en contra de Northumbria. Beda no hace mención a la lucha, ni tampoco aparece en la Crónica anglosajona pero, según Eddius, Egfrido derrotó a Wulfhere y le obligó a rendir Lindsey y a pagar un tributo.
Wulfhere sobrevivió a la derrota, pero perdió parte del control que ejercía sobre el sur de Inglaterra. En 675, Aescwine de Wessex, uno de los reyes de los sajones occidentales, luchó contra él en Biedanheafde. No se conoce ni el lugar en dónde tuvo lugar esta batalla ni quién fue el vencedor. Enrique de Huntingdon, historiador del siglo XII que tuvo acceso a versiones de la Crónica anglosajona que hoy en día se han perdido, creía que Mercia resultó victoriosa tras una "terrible batalla", y remarca que Wulfhere habría heredado "el valor de su padre y de su abuelo". Kirby, sin embargo, cree que Aescwine tuvo suficiente éxito como para acabar con el control de Wulfhere sobre Wessex.
Sulfhere murió más tarde ese mismo año, 675. La causa de la muerte, según Enrique de Huntingdon, habría sido una enfermedad. Para aquella época, la edad de Wulfhere mediaría la treintena. Su viuda, Eormenhild, se cree que se convertiría más adelante en la abadesa de Ely, en Cambridgeshire.
Wulfhere sería sucedido en el trono por su hermano Aethelred, que reinaría durante casi treinta años. Aethelred recuperó Lindsey del control de Northumbria pocos años después de su llegada al trono, pero no fue capaz de mantener el dominio que Wulfhere ejerció sobre el sur de Inglaterra.